# Phaeospora
Phaeospora är ett släkte av svampar som beskrevs av Hepp och Stein. Phaeospora ingår i familjen Verrucariaceae, ordningen Verrucariales, klassen Eurotiomycetes, divisionen sporsäcksvampar och riket svampar.
Kladogram enligt Dyntaxa:
| Phaeospora | \| \| Phaeospora catolechiae \| \| \| \| |
|            | \| \| Phaeospora catolechiae \| \| \| \| |
|            | Agonimia                                 |
|            |                                          |
|            | Atla                                     |
|            |                                          |
|            | Bagliettoa                               |
|            |                                          |
|            | Catapyrenium                             |
|            |                                          |
|            | Dermatocarpon                            |
|            |                                          |
|            | Endocarpon                               |
|            |                                          |
|            | Henrica                                  |
|            |                                          |
|            | Involucropyrenium                        |
|            |                                          |
|            | Leucocarpia                              |
|            |                                          |
|            | Merismatium                              |
|            |                                          |
|            | Muellerella                              |
|            |                                          |
|            | Placidiopsis                             |
|            |                                          |
|            | Placidium                                |
|            |                                          |
|            | Placopyrenium                            |
|            |                                          |
|            | Polyblastia                              |
|            |                                          |
|            | Psoroglaena                              |
|            |                                          |
|            | Sporodictyon                             |
|            |                                          |
|            | Staurothele                              |
|            |                                          |
|            | Telogalla                                |
|            |                                          |
|            | Thelidiopsis                             |
|            |                                          |
|            | Thelidium                                |
|            |                                          |
|            | Verrucaria                               |
|            |                                          |
|            | Phaeospora catolechiae                   |
|            |                                          |

|  | Phaeospora catolechiae |
|  |                        |